# Stratford (Wisconsin)
Stratford es una villa ubicada en el condado de Marathon en el estado estadounidense de Wisconsin. En el Censo de 2010 tenía una población de 1.578 habitantes y una densidad poblacional de 114,05 personas por km².

## Geografía
Stratford se encuentra ubicada en las coordenadas 44°47′51″N 90°4′14″O / 44.79750, -90.07056. Según la Oficina del Censo de los Estados Unidos, Stratford tiene una superficie total de 13.84 km², de la cual 13.74 km² corresponden a tierra firme y (0.67%) 0.09 km² es agua.

## Demografía
Según el censo de 2010, había 1.578 personas residiendo en Stratford. La densidad de población era de 114,05 hab./km². De los 1.578 habitantes, Stratford estaba compuesto por el 98.48% blancos, el 0.19% eran afroamericanos, el 0.19% eran amerindios, el 0.13% eran asiáticos, el 0% eran isleños del Pacífico, el 0.38% eran de otras razas y el 0.63% pertenecían a dos o más razas. Del total de la población el 1.58% eran hispanos o latinos de cualquier raza.